# Klitsche (Jerichow)
Klitsche ist eine Ortschaft der Einheitsgemeinde Stadt Jerichow im Landkreis Jerichower Land in Sachsen-Anhalt.

## Geografie
Die Ortschaft Klitsche besteht aus den Ortsteilen Altenklitsche und Neuenklitsche sowie aus den Wohnplätzen Schäferei und Wilhelmsthal.

## Geschichte
Am 20. Juli 1950 wurden die bis dahin eigenständigen Gemeinden Altenklitsche und Neuenklitsche zur neuen Gemeinde Klitsche zusammengeschlossen.
Durch einen Gebietsänderungsvertrag hat der Gemeinderat von Klitsche am 27. Mai 2009 beschlossen sich aufzulösen und mit 11 anderen Gemeinden sich zu einer neuen Einheitsgemeinde mit dem Namen Stadt Jerichow zu vereinigen. Dieser Vertrag wurde vom Landkreis als unterer Kommunalaufsichtsbehörde genehmigt und trat am 1. Januar 2010 in Kraft.
Im gleichen Atemzuge hörte auch die Verwaltungsgemeinschaft Elbe-Stremme-Fiener auf zu existieren, da sich alle ehemaligen Mitgliedsgemeinden zur neuen Einheitsgemeinde „Stadt Jerichow“ zusammenschlossen.

## Politik
Letzter Bürgermeister von Klitsche war Karl Kiehnscherf.

### Wappen und Flagge
Das Wappen und die Flagge wurden am 28. Oktober 2008 durch den Landkreis genehmigt.
Blasonierung: „In Silber ein linkshin schreitender golden bewehrter und rot gezungter blauer Hahn mit rotem Kamm, Gesicht und Lappen auf einem mit einem silbernen Wellenbalken belegten grünem Berg.“ (Anmerkung: In der Heraldik werden Seitenrichtungen spiegelverkehrt angegeben.)
Klitsche führte bereits im 19. Jahrhundert ein Bildsiegel, das einen nach links gewendeten schreitenden Hahn zeigt, doch ist dieses Siegelbild nie als Wappen genehmigt worden. Im 20. Jahrhundert taucht der Hahn als Wappenbild rechtsgerichtet auf, allerdings heraldisch unkorrekt und ebenfalls ungenehmigt. Letztlich erfolgte seitens der Freiwilligen Feuerwehr in jüngster Vergangenheit der Versuch, den Hahn in Blau auf goldenem Schild darzustellen.
Es war Beschluss der Gemeinde, das ehemals geführte Siegelbild als heraldisch korrektes Wappen in das Genehmigungsverfahren zu bringen, was vom Magdeburger Kommunalheraldiker Jörg Mantzsch realisiert wurde.
Das Wappen zeigt drei Symbole: Einen blauen Hahn, einen gewölbten grünen Schildfuß und einen silbernen Wellenbalken. Der Hahn gilt in der Heraldik als ein Symbol des Wächters und Weckers, ferner steht er für Mut und Kampfeswillen. Seine Bewegungsrichtung kommt der frühesten Vorlage des o. g. Bildsiegel am nächsten. Der gewölbte grüne Schildfuß bezieht sich auf den Altenklitscher Berg, zu dem es sogar eine Sage gibt, während der Wellenbalken die Stremme versinnbildlicht.
Die Farben Klitsches sind Blau - Silber (Weiß).
Die Flagge ist blau-weiß (1:1) gestreift (Querform: Streifen waagerecht verlaufend, Längsform: Streifen senkrecht verlaufend) und mittig mit dem Wappen belegt.